# Condado de Macon (Geórgia)
O Condado de Macon é um dos 159 condados do Estado americano de Geórgia. A sede do condado é Oglethorpe, e sua maior cidade é Montezuma. O condado possui uma área de 1 051 km², uma população de 14 074 habitantes, e uma densidade populacional de 13 hab/km² (segundo o censo nacional de 2000). O condado foi fundado em 14 de dezembro de 1837.